# Balmoral SE
Balmoral SE est un hameau situé dans la province d'Alberta, dans le centre-sud.

## Démographie
En 2016, sa population était de 58 habitants.